# Balakun
Der Balakun (Hindi बालाकुन) ist ein 6471 m hoher Berg im westlichen Himalaya in der Region Garhwal im indischen Bundesstaat Uttarakhand.
Der Balakun befindet sich im Chamoli-Distrikt im Südosten der Gangotri-Gruppe im westlichen Garhwal-Himalaya. Der Berg liegt in einem Bergkamm, der zwischen dem Satopanthgletscher im Süden und dem Gletscher Bhagirath Kharak im Norden verläuft. Der Bergkamm führt weiter nach Westen, wo sich in einer Entfernung von 5,59 km der Chaukhamba I (7138 m), der höchste Gipfel der Gangotri-Gruppe, erhebt.
Die Erstbesteigung des Balakun gelang einer sechsköpfigen Bergsteigergruppe der indisch-tibetischen Grenzpolizei unter der Führung von Hukum Singh am 9. Juli 1973.